# Ceresa vitulus
Ceresa vitulus  (лат.) — вид равнокрылых насекомых рода Ceresa из семейства горбаток (Membracidae). Неотропика: Аргентина, Бразилия, Венесуэла, Колумбия, Перу, Суринам, Эквадор.

## Описание
Длина тела 7—8 мм. Пронотум вздутый, несёт крупные боковые заострённые плечевые рога, острым углом выступает назад и нависает над скутеллюмом, но не покрывает передние крылья.
Основной цвет бледно-желтый.
Длина головы: 2,6 / 2,8 мм (самец / самка); расстояние между плечевыми углами 4 мм; длина переднеспинки 6,5 мм. Передние крылья с соединёнными базально жилками R и M и сильно расходящимися у середины крыла; жилка R 2+3 развита как отчётливая ветвь жилки R. Задние крылья без поперечной жилки r-m, но с жилками R4+5 и M1+2, идущими рядом, но расходящимися около вершины; развита маргинальная жилка R2+3. В передних крыльях жилка r-m отсутствует. Голени простые. Тазики и вертлуги задних ног невооружённые. Голени задней пары ног с 3 продольными рядами капюшоновидных сет
.